# Vreten 17

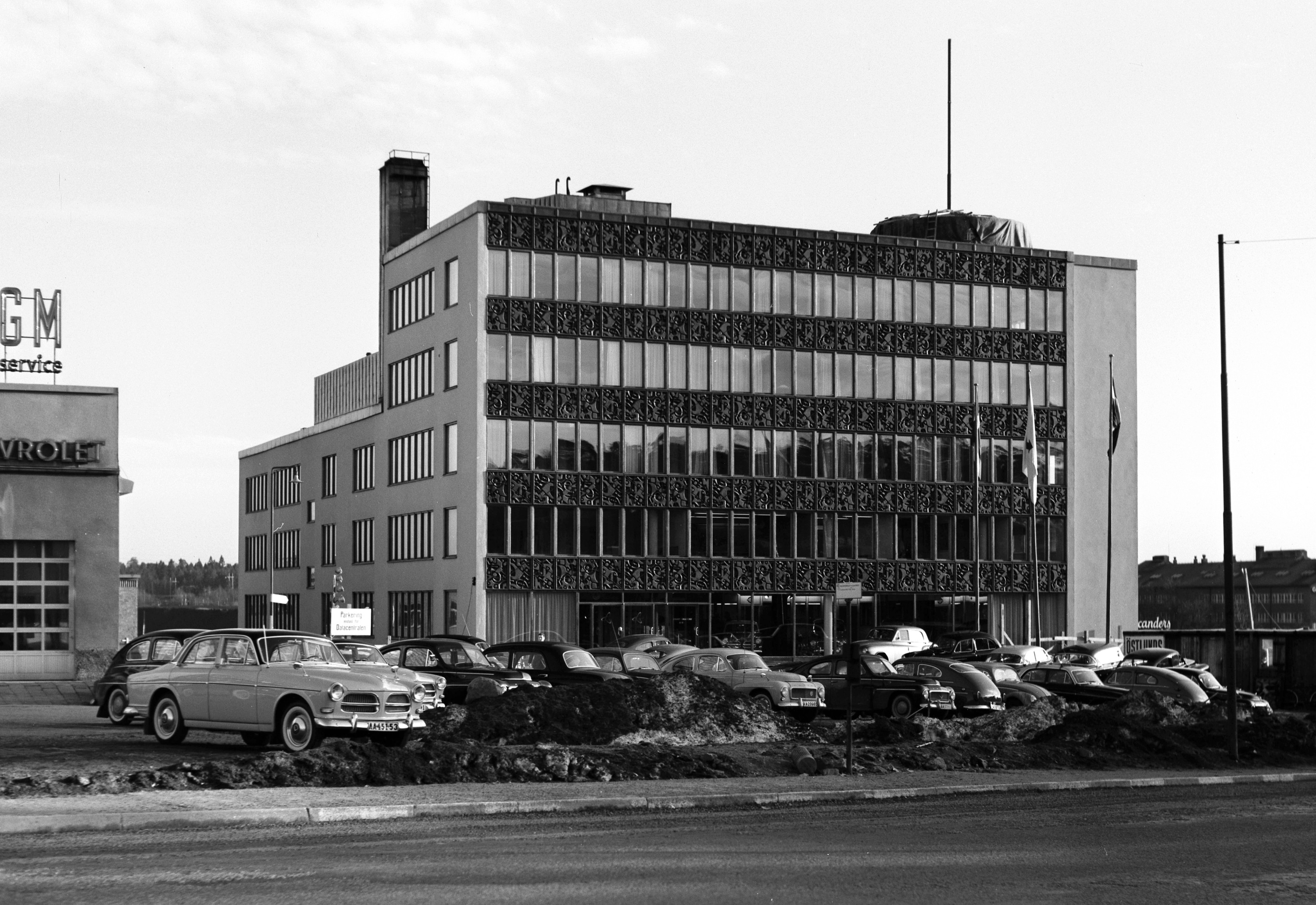
Byggnaden i slutet av 1950-talet, foto Sune Sundahl.

Vreten 17 är en kontors- och industrifastighet i hörnet Västberga allé 11 / Vretensborgsvägen 32 på Västberga industriområde i södra Stockholm. Huset uppfördes ursprungligen i flera etapper mellan 1955 och 1967 för bland annat Volvo och ritades av arkitekt Georg Scherman. Anläggningen blev känd i samband med helikopterrånet i Västberga 2009. Byggnaden har av Stadsmuseet i Stockholm grönmarkerats, vilket betyder "särskilt värdefull från historisk, kulturhistorisk, miljömässig eller konstnärlig synpunkt".

## Beskrivning

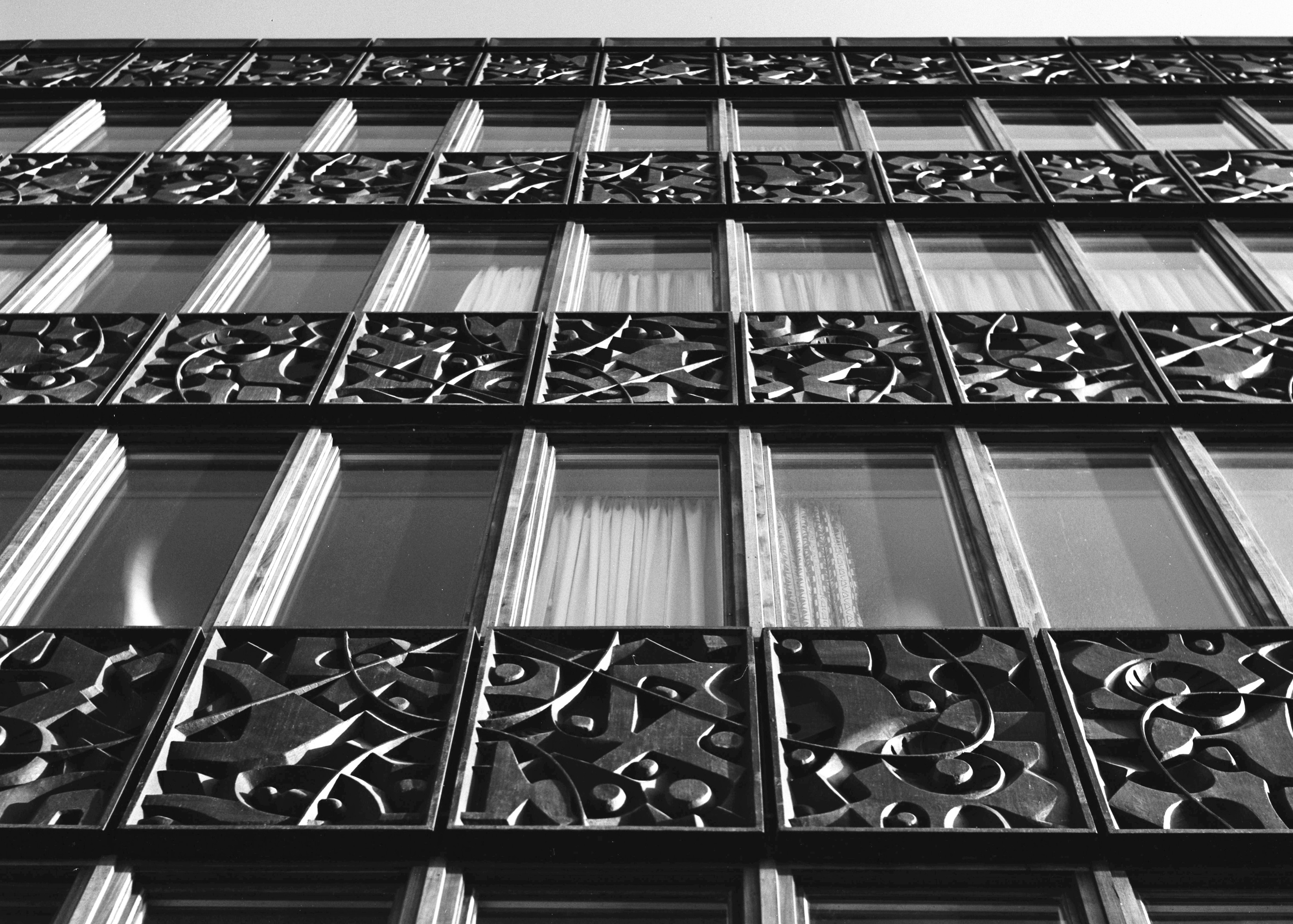
Den ursprungliga fasaden.

I norra delen av Västberga industriområde, strax söder om Södertäljevägen etablerade sig efter andra världskriget flera bilföretag, bland dem Volvo, General Motors och Hallgrens Bil. Den senare var återförsäljare för Ford (se Vreten 12). Bland de första var Volvo som 1955 lät bygga en anläggning för kontor, försäljning och service. Mot Västberga allé uppfördes ett kontorshus i fem plan där efter 1957 AB Datacentralen var inrymd. Företaget sysslade med elektronisk databehandling och var ett dotterbolag inom Trygg-Fylgia. En något lägre industridel restes mot Vretensborgsvägen. Som arkitekt anlitades Georg Scherman, medan Östlunds Byggnads AB var byggherre. Kontorshuset fick en påkostad fasad mot Västberga allé som är entrésidan.
Scherman smyckade kontorsbyggnadens entrésida med ett ovanligt fasadmaterial som bestod av reliefmönstrade gjutjärnskassetter mellan fönsterbanden. Kassetterna fick en speciell ytbehandling innan de sattes upp. Först fick de rosta och därefter behandlades de med en vätska som reagerade med det tunna rostskiktet. Vätskan bildade en yta som inte längre rostade. Till slut behandlades kassetterna med olja innan de brändes i ugn. Metoden användes tidigare av Näfvekvarns bruk vid fabrikation av kanoner. Kassetterna målades 1997 i en matt röd nyans. Yttertaket var ursprungligen täckt av kopparplåt. Entréns njurformade skärmtak står på tunna pelare och utfördes i koppar. Industridelens tak domineras av en stor pyramidformad taklanternin på 10×10 meter som släppte in dagsljus i verkstadshallen. Det var genom den som det uppmärksammade rånet mot G4S Cash Services utfördes den 23 september 2009.
År 1997 genomfördes en del om- och tillbyggnader för Falck och år 2006 övertogs fastigheten av G4S som värdedepå. Då monterades företagets logo tillsammans med en roterande klocka på taket. År 2012 flyttade G4S ut och Nokas Värdehantering in, som samtidigt övertog G4S kontanthanteringsverksamhet i Sverige.

## Bilder

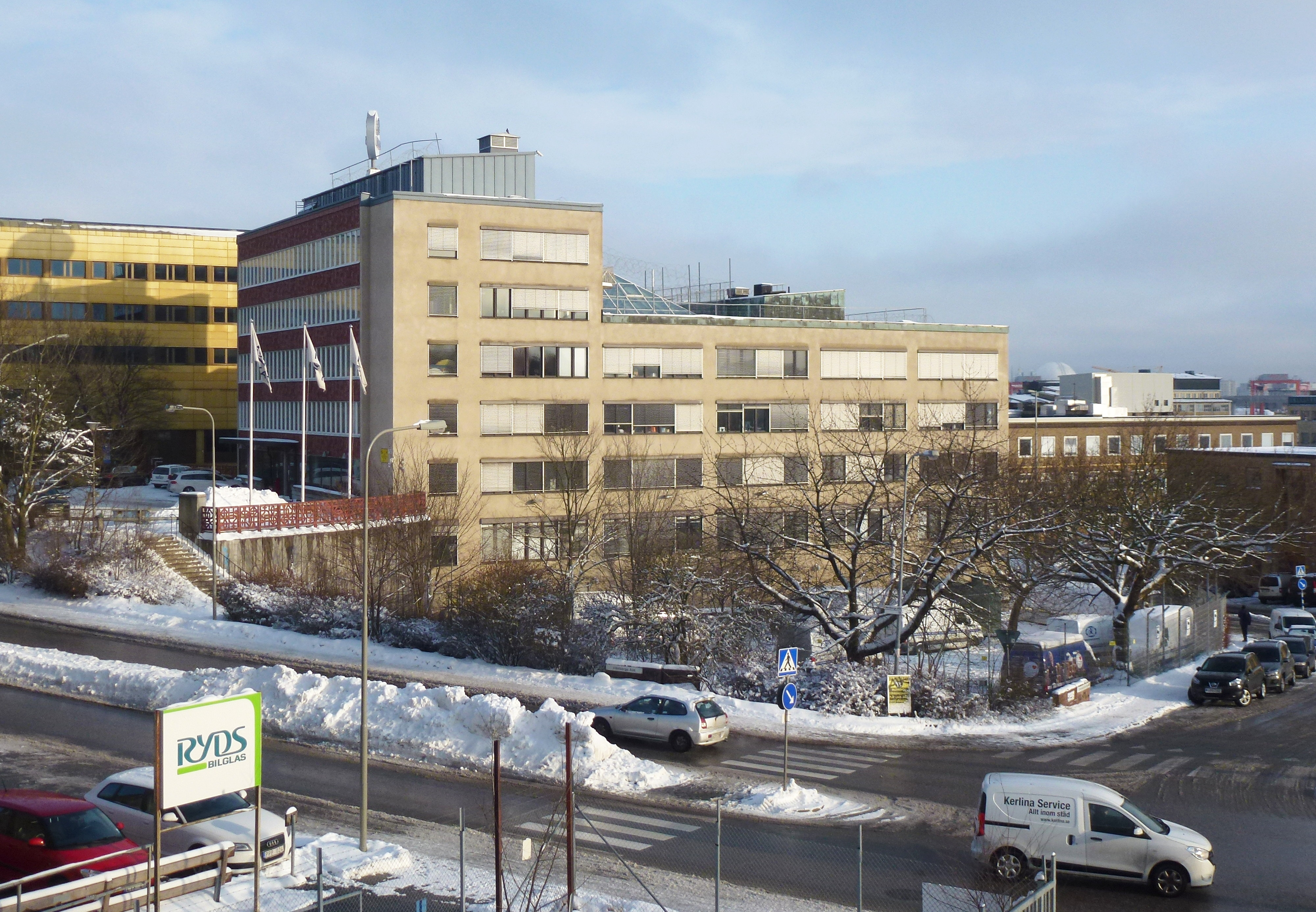
Fastigheten mot  Västberga allé / Vretensborgsvägen.
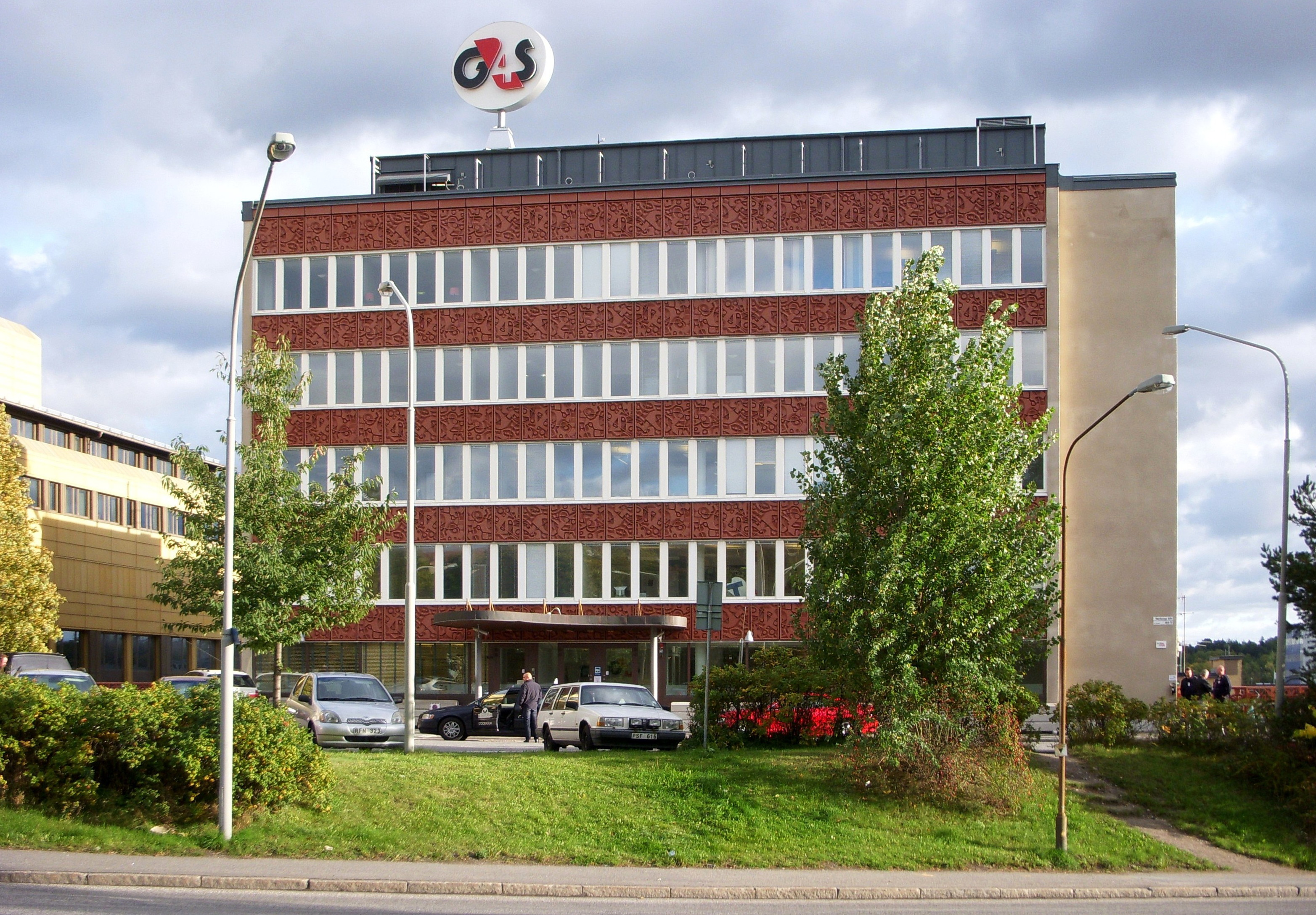
Fasad mot Västberga allé.
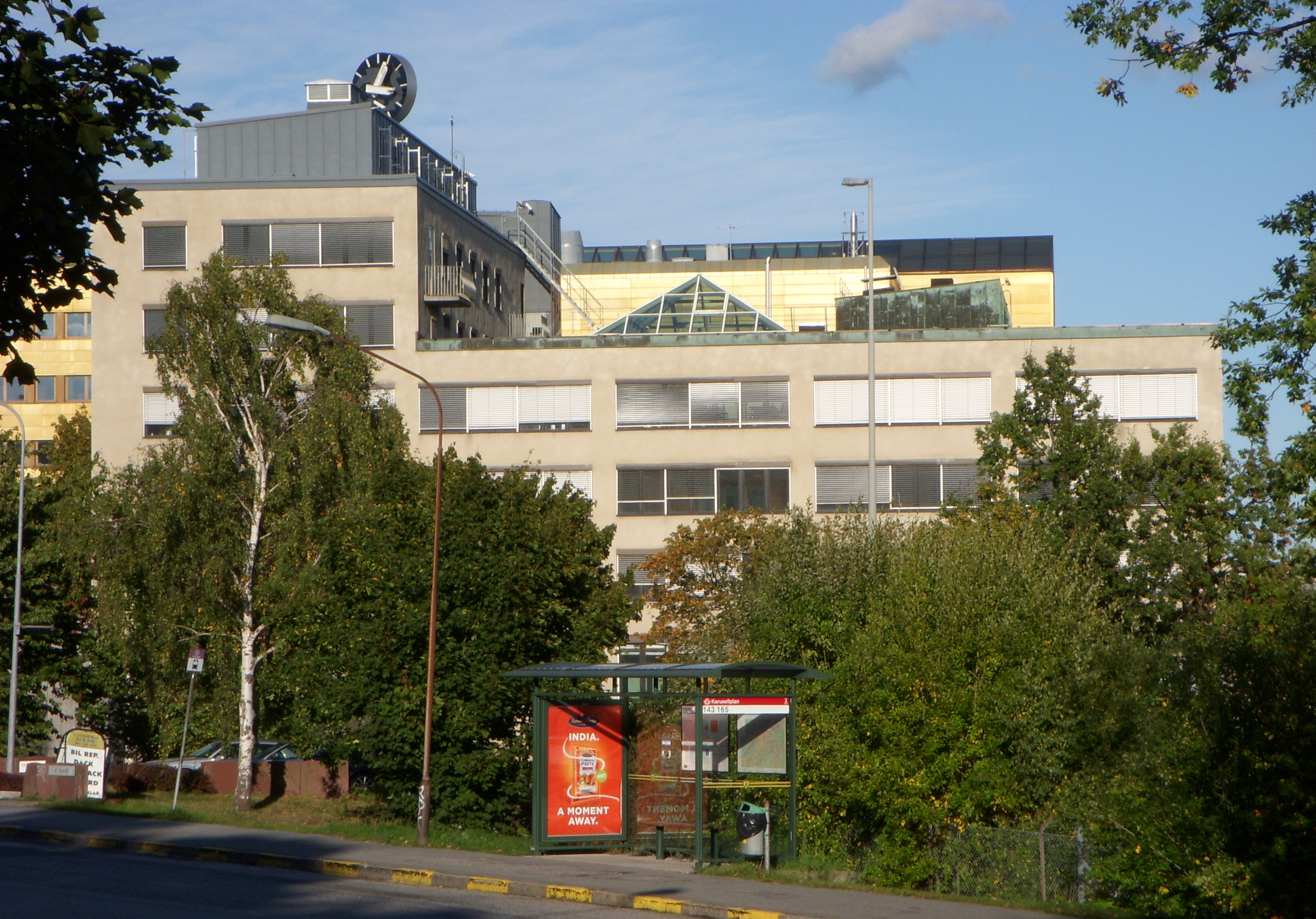
Industridelen mot Vretensborgsvägen.
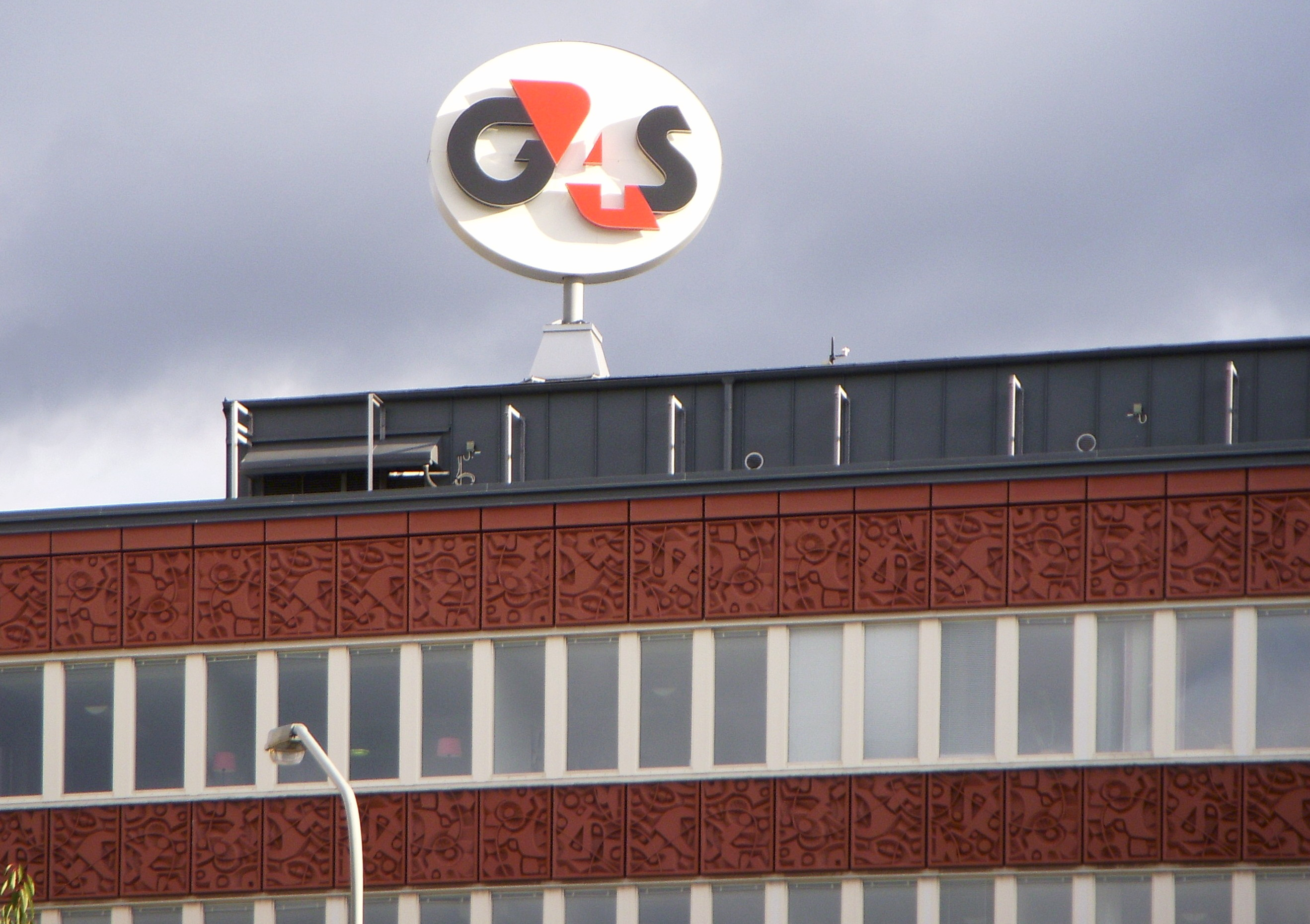
Fasaddetalj, kontorsdel.